# Mielnica (jezioro)
Mielnica – jezioro w mezoregionie Bory Tucholskie (powiat kościerski, województwo pomorskie). 

## Charakterystyka
Powierzchnia całkowita jeziora wynosi 28,69 ha, Mielnica jest przepływowym jeziorem rynnowym leżącym w bliskim sąsiedztwie Kościerzyny. Akwenem jeziora prowadzi szlak wodny Graniczna-Trzebiocha łączący (poprzez jeziora Sudomie, Żołnowo i rzekę Graniczną) jezioro Garczyn ze szlakiem wodnym Wdy i jeziorami Wdzydzkimi.